# Brauner Feuerfalter

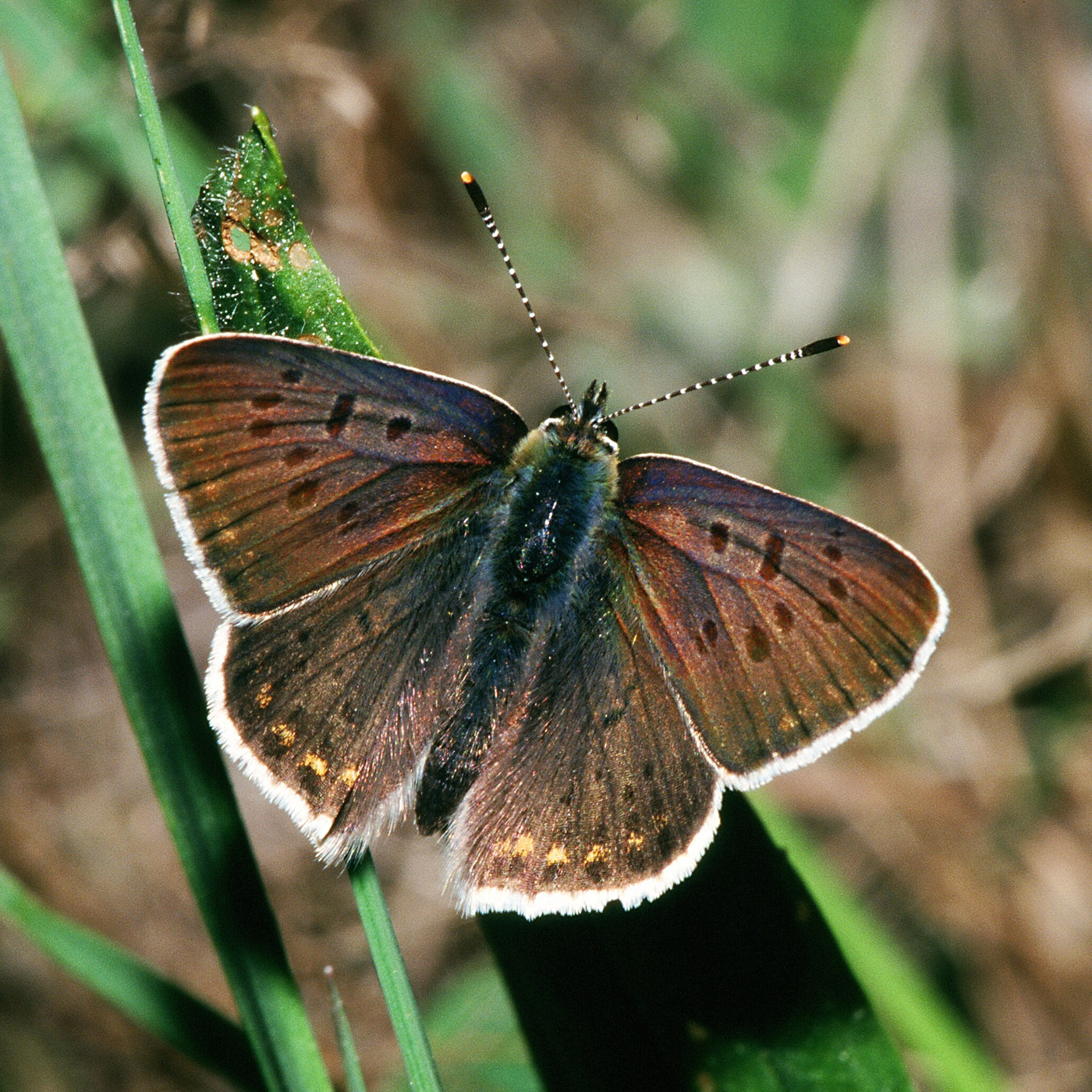
Brauner Feuerfalter, Männchen

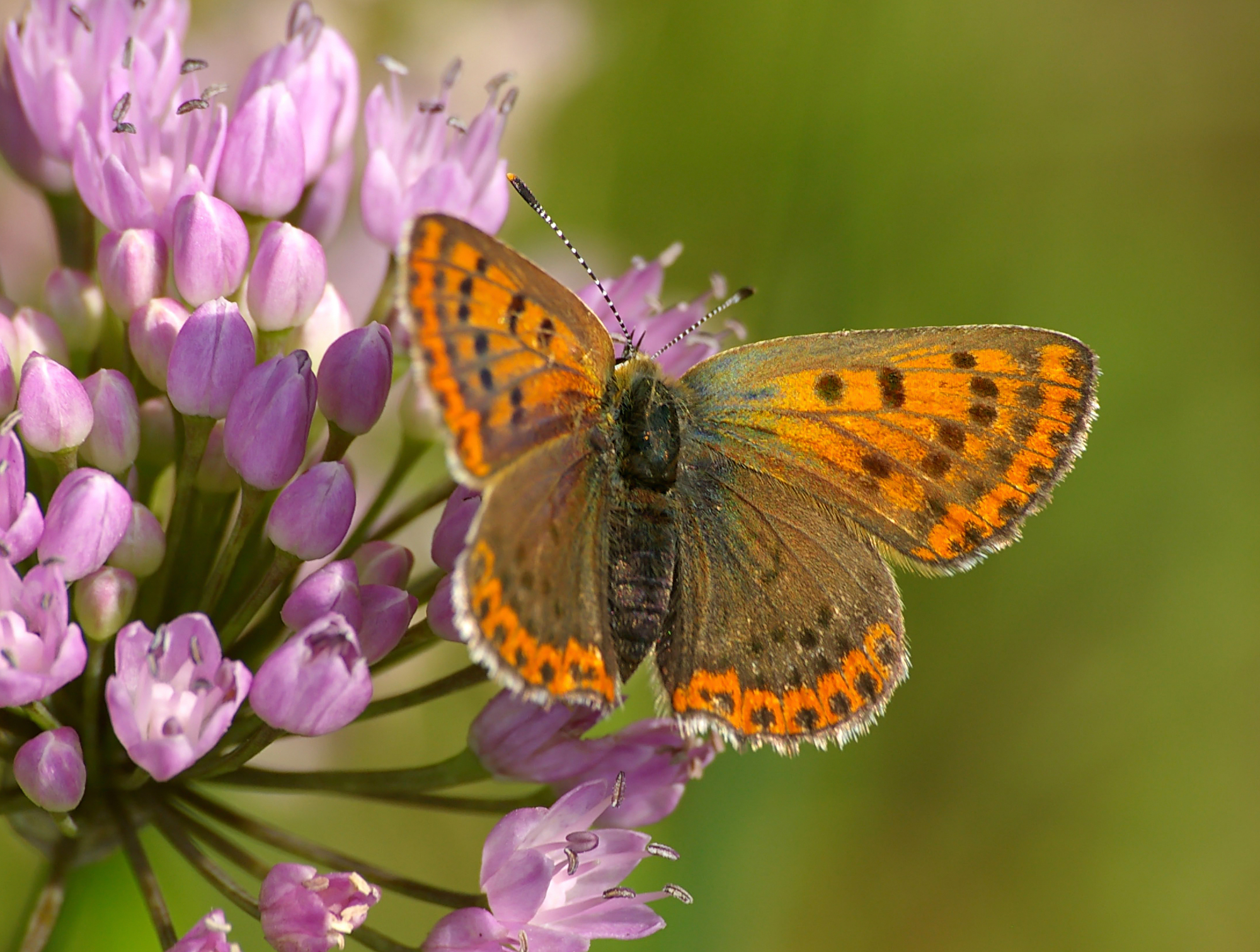
Brauner Feuerfalter, Weibchen

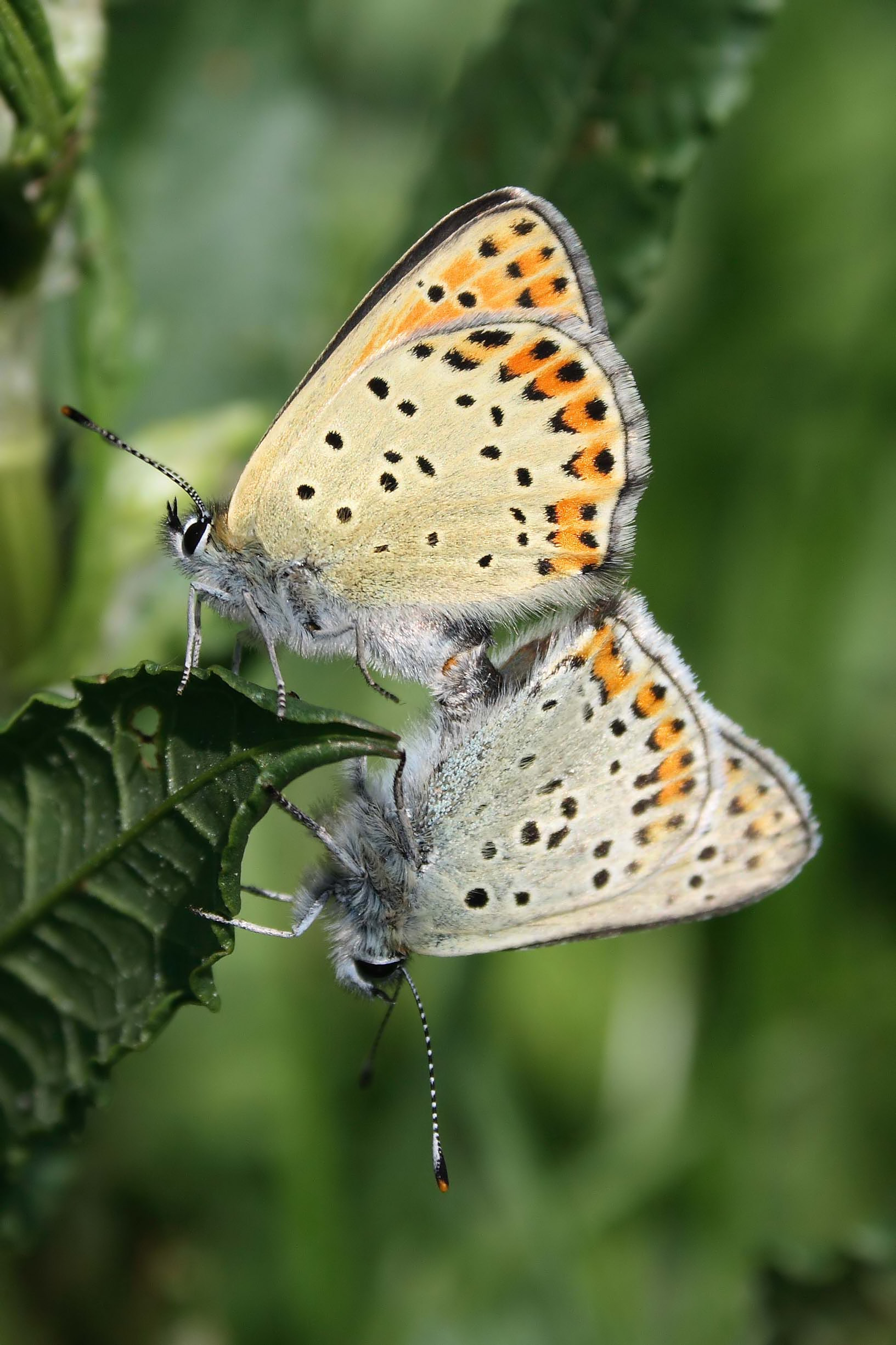
Paarung, das obere Tier ist das Weibchen

Der Braune Feuerfalter (Lycaena tityrus), auch Schwefelvögelchen genannt, ist ein Schmetterling (Tagfalter) aus der Familie der Bläulinge (Lycaenidae).

## Merkmale

### Falter
Die Falter haben eine Flügelspannweite von 30 bis 40 Millimeter und weisen einen ausgeprägten Sexualdichroismus auf. Dabei sind die Flügeloberseiten der männlichen Tiere dunkelbraun mit einem schwachen blaugrünen Schimmer. Die Flügelränder tragen eine weiße Fransenbinde. Die Vorderflügel der Weibchen hingegen sind an der Oberseite orange gefärbt und besitzen schwarze Flecken, während die Hinterflügel oberseits braun gefärbt sind und eine Randbinde aus orangen Flecken tragen. Die Unterseiten der Flügel sind gelbbraun und mit schwarzen Flecken und orangen Randflecken gezeichnet. Der deutsche Name dieser Art ist auf die fast schwefelgelbe Färbung der Flügelunterseite in der zweiten Faltergeneration zurückzuführen.

### Raupe
Die asselförmigen Raupen sind zunächst hell. Sie leben versteckt auf den Blattunterseiten des Sauerampfers. Typisch ist der Schabfraß mit abgeschabten Gängen oder Flächen. Nach einigen Tagen nehmen die Raupen das Grün der Nahrungspflanze an.

## Flugzeit
Die erste Generation fliegt Ende April bis Juni, ein zweite von Juli bis September. In heißen, tieferen Lagen kommen mehrere Generationen von Mitte April bis Ende Oktober vor.

## Lebensraum
Zu den Lebensräumen des Schwefelvögelchens gehören blütenreiche, magere, naturnahe Wiesen, Trockengebiete mit Strauchwuchs, feuchte Waldlichtungen und geschützte Gebirgsschluchten.

## Lebensweise
Rumex-Arten, insbesondere der Wiesen-Sauerampfer (Rumex acetosa) dienen den Raupen als Futterpflanze. Sie überwintern an der Basis der Futterpflanze. Durch intensive Nutzung von Wiesen durch Beweidung, Entwässerung und Düngung sind die Raupen-Futterpflanzen in ihrem Vorkommen stark zurückgedrängt worden.
Die Falter saugen an Korbblütlern.

## Verbreitung
Der Braune Feuerfalter ist von Nord-Spanien und Portugal bis nach Litauen in Höhen von 50 bis 2.500 Metern verbreitet. Er kommt jedoch nicht in Großbritannien, Skandinavien und den Mittelmeerinseln (außer Sizilien und Samos) vor.